# BBYO
BBYO anteriormente conocido como B'nai B'rith Youth Organization es un movimiento juvenil judío para estudiantes adolescentes. En el año 2002 el movimiento se separó de la organización de los B'nai B'rith (Hijos de la Alianza), y el grupo pasó a llamarse BBYO. Su sede central está en Washington D. C., en el Distrito de Columbia.
La organización enfatiza su modelo de liderazgo juvenil, en el cual los líderes adolescentes son elegidos por sus compañeros a un nivel local, regional, y nacional, y se les da la oportunidad de tomar sus propias decisiones programáticas. La membresía de BBYO está abierta a cualquier estudiante judío. Existen programas locales para adolescentes llamados BBYO Connect.
BBYO está organizado en capítulos locales al igual que las fraternidades y sororidades de estudiantes. Los capítulos masculinos son conocidos como capítulos AZA, y a sus miembros se les conoce como Alephs , los capítulos femeninos son conocidos como capítulos BBG, fueron en el pasado organizaciones independientes, siendo fundadas en 1924 y en 1944 respectivamente, dichas organizaciones se convirtieron en hermanas, pues ambas formaron parte de B'nai B'rith. En algunas comunidades hay capítulos de BBYO que comparten las tradiciones de ambas organizaciones.